# 三条八幡宮
三条八幡宮（さんじょうはちまんぐう）は、新潟県三条市の神社。

## 歴史
885年（仁和元年）に創建された。石清水八幡宮から分霊を勧請し神社を創建した。元々は現在の大崎山公園に位置していたが、1599年（慶長4年）に現在地に移転した。
毎年1月14日夜から15日明け方にかけて挙行される「献灯祭」は三条市の冬の風物詩である。氏子から献納される巨大な御神灯を灯すことで、幸せな前途を照らすとされている。

## 文化財
- 大太刀（銘信国）（新潟県指定文化財 昭和31年3月23日指定）[3]

## 交通アクセス
- 北三条駅より徒歩7分。